# Rudi Wiechmann
Rudi Wiechmann (* 12. Februar 1929 in Helbra; † 28. Februar 2007) war ein deutscher Kaufmann und Politiker in wechselnden Parteien (LDPD, FDP, DVU, FDVP).

## Ausbildung und Leben
Rudi Wiechmann machte eine kaufmännische Lehre mit Abschluss als Kaufmannsgehilfe. 1949 legte er das Abitur ab und studierte an der Martin-Luther-Universität Halle-Wittenberg. 1952 bis 1955 arbeitete er in verschiedenen Berufen in der Bundesrepublik Deutschland und war ab 1955 wieder im kaufmännischen Bereich tätig. Ab 1960 war er Angestellter in einer Konsumgenossenschaft, 1967 bis 1991 Vorstandsmitglied. Er besuchte die Fachschule für Binnenhandel mit Abschluss als Ökonom für Binnenhandel.
Rudi Wiechmann war verheiratet und hatte fünf Kinder.

## Politik
Rudi Wiechmann trat 1961 in die LDPD ein. Von 1990 bis 1994 saß er für die FDP im Kreistag des Kreises Gräfenhainichen und war dort Fraktionsvorsitzender. 1994 trat er aus der FDP aus. 1998 wurde er für die DVU in den Landtag von Sachsen-Anhalt gewählt, wo er als Alterspräsident die neue Legislaturperiode eröffnete. Im Landtag war er Mitglied im Ausschuss für Inneres, im Ausschuss für Recht und Verfassung, im Wahlprüfungsausschuss und im zeitweisen Ausschuss Funktional und Verwaltungsreform/Kommunale Gebietsreform. Seine Tochter Claudia Wiechmann gehörte während dieser Zeit auch dem Landtag an. 
Anfang 2000 verließ er zusammen mit seiner Tochter und sieben weiteren Abgeordneten die DVU und gründete die Freiheitliche Deutsche Volkspartei mit, deren Vorsitzende seine Tochter wurde. Dem Landtag gehörte er noch bis 2002 an. Bei der sachsen-anhaltischen Landtagswahl von 2002 trat er nicht mehr an.